# Ljungbytruck
AB Ljungbytruck var ett svenskt verkstadsindustriföretag, som tillverkade gaffeltruckar i Ljungby.
Bröderna Rune och Holger Andersson grundade 1960 Bröderna Anderssons Mekaniska Verkstad på familjegården Bäck utanför Ljungby och levererade samma år en första gaffeltruck. De baserade tillverkningen på chassier från gamla bilar från Vägverket och lyftstativ från försvarsmakten. Från 1964 byggdes truckarna på egna chassier.
År 1966 flyttade tillverkningen till en nyuppförd fabrik i Ljungby, samtidigt som namnet ändrades till Ljungbytruck. Företaget såldes 1975 till Kalmar Verkstad. Efter försäljningen slogs Ljungbytruck ihop med Lidhults Mekaniska Verkstad, som Kalmar Verkstad köpt ett år tidigare, till Kalmar LMV. 
Rune Andersson började senare tillverka små dieseltruckar i ett nytt företag, Ljungby Maskin, en tillverkning som också såldes till Kalmar Verkstad. Därefter påbörjade han tillverkning av hjullastare. 